# Dịch lý Việt Nam
Dịch lý là một môn học về lý lẽ của sự biến hóa, biến đổi, biến dịch của Vũ trụ và muôn loài vạn vật; Lý lẽ này hiện hữu ở khắp nơi, mọi lúc kể cả từ sự khởi đầu của vũ trụ đến sự kết thúc của muôn loài. Qua đó có thể tìm hiểu xem khoa học hiện đại có quan điểm thế nào về vũ trụ và vạn vật.

## Tiên phong
Từ thập niên 60, nhiều nhà nghiên cứu Việt Nam như Cụ Xuân Phong Nguyễn văn Mì, GS Lương Kim Định, GS Hà Văn Tấn,... đã phát triển Dịch lý Việt Nam và coi đó như "sản phẩm sáng tạo của nền văn hiến Âu Lạc". 
- Thời Thượng cổ: GS Hà Văn Tấn đã chứng minh rằng văn hóa Đông Sơn là sự tiếp tục phát triển lên từ một chuỗi các văn hóa Tiền-Đông Sơn, mới được các nhà khảo cổ học Việt Nam khám phá [1]. Trước văn hóa Đông Sơn là văn hóa Gò Mun. Trước văn hóa Gò Mun là văn hóa Đồng Đậu. Trước văn hóa Đồng Đậu là văn hóa Phùng Nguyên. Ông kết luận "trống đồng là một sáng tạo tuyệt vời và độc đáo của chủ nhân văn hóa Đông Sơn. Trống đồng đánh dấu một giai đoạn nở rộ của văn minh Sông Hồng. Một bước nhảy vọt đã được thực hiện trong đời sống vật chất và tinh thần của tổ tiên người Việt. (...) Trống đồng ra đời là kết quả của một quá trình phát triển lâu dài của nhiều yếu tố vật chất và tinh thần đã cấu thành nền văn minh Sông Hồng."[cần dẫn nguồn] Một số người khác cũng cho rằng trống đồng Đông Sơn, Lũng Cú...mang nhiều hình ảnh và ý nghĩa của Lý dịch[2].
- Theo Lê Văn Ngữ, một Nho sĩ cuối đời nhà Nguyễn[3] thì ông đã dám phê bình Chu Hi và các Nho gia từ bao đời trước. Tuy nhiên ông thận trọng không tấn công các thánh hiền Trung Quốc và giáo huấn của các ngài, mà ông chỉ chê trách các Nho sĩ sau này đã làm hỏng đi cái học chân nguyên của Nho giáo.
- Theo thạc sĩ Trần Mạnh Linh, Trung tâm nghiên cứu và Phát triển Kinh dịch (thuộc Hội Nghiên cứu Khoa học Đông Nam Á Việt Nam: Kinh Dịch đã du nhập vào VN từ lâu lắm rồi[4]. Nhiều nhà nghiên cứu còn cho rằng từ những năm ngay sau Công nguyên, ở VN đã manh nha xuất hiện bộ môn này. Dịch học nêu lên những quy luật phát triển và biến hóa của vạn vật. Nội dung Kinh dịch rất phong phú, phạm vi đề cập rất rộng, gồm cả khoa học tự nhiên và khoa học xã hội. Kinh Dịch cũng là khởi nguồn của khoa học thông tin. Hàng ngàn năm qua, Kinh Dịch tồn tại và được khẳng định như một phần cơ bản của văn hóa phương Đông. Từ hơn 40 năm nay, Tổ chức UNESCO đã công nhận và đưa ra thành ngành Dịch học. Từ nhiều năm nay, những người ham mê nghiên cứu Kinh Dịch vẫn thường tập hợp trong một số Câu lạc bộ (CLB) như Hội dịch học (thuộc Hiệp hội UNESCO Hà Nội) hay CLB Thăng Long... Trên cơ sở hơn 200 hội viên của Hội dịch học, tổ chức lại thành trung tâm này với hy vọng hướng tới những nghiên cứu cặn kẽ hơn. Từ mục đích nghiên cứu, sẽ mở rộng sang những hoạt động khác như tổ chức hội thảo về Kinh dịch, giao lưu học hỏi với các tổ chức Dịch học ngoài nước, tìm kiếm những ứng dụng của Dịch học vào thực tế cũng như mở lớp đào tạo mang tính phổ cập. Ứng dụng, đưa Kinh Dịch vào đời sống có hiệu quả. Hiện chưa cơ sở đào tạo chuyên sâu nhưng một số trường Đại học của Việt Nam cũng đã sử dụng một phần nội dung của Dịch học trong khâu giảng dạy. Chẳng hạn, Trường Đại học Kinh tế quốc dân Hà Nội dành 45 tiết học về Kinh Dịch trong phần chiến lược về nhân sự và lý thuyết quản trị kinh doanh (Mai hoa dịch số - PV). Còn trường Đại học kiến trúc cũng có một số tiết học, giúp sinh viên làm quen với các khái niệm về thuật phong thủy, địa lý... trong Dịch học. Hiện nay, Kinh dịch đã được đưa vào chương trình đào tạo từ thạc sĩ triết học trở lên rồi.
- Theo Hội dịch lý Việt Nam thành lập năm 1965 tại Sài Gòn, Hội này đã đưa ra một Lý thuyết Lý Dịch dành cho Dịch lý Việt Nam khác hẳn với Lý Dịch Trung Hoa và hoàn toàn độc lập, hoàn toàn do người Việt sáng tạo ra sau khi đạt Lý nhờ chiêm nghiệm những Hình Đồ Vô Tự và đã viết ra những Bộ Sách như: Văn minh dịch lý Việt Nam, Thiên nhiên xã hội học, Việt Nam dịch lý khai nguyên, Dịch y đạo, Việt dịch chính tông v.v.v

## Vũ trụ và Khoa học
Theo trong lời nói đầu cuốn A Brief History of Time  tác giả là Stephen Hawking, nhà khoa học đương đại được giới khoa học coi là Albert Einstein thứ hai và Giáo sư Carl Sagan viết lời tựa có những phát biểu đại ý rằng chúng ta hầu như không biết thắc mắc gì về thế giới trong khi trẻ con lại thắc mắc rất nhiều! Chúng hay hỏi tại sao có vũ trụ? Tại sao có nó, có thứ này thứ kia? v.v... Theo Stephen Hawking, thì trong cuốn sách này ông đã muốn viết một cách thật đơn giản, phổ cập dễ hiểu để đề cập tới những vấn đề như Vũ trụ đến từ đâu? Nó đã bắt đầu như thế nào và tại sao? Nó có sẽ đi tới kết thúc hay không, và nếu kết thúc thì sẽ như thế nào? Đồng thời khuyên tất cả chúng ta nên quan tâm.
Ngoài ra cuốn sách còn diễn giảng một lý thuyết khoa học về nguồn gốc của vũ trụ đó là Lý thuyết Vụ Nổ Lớn và được phát biểu: Vũ Trụ khởi đầu từ một Điểm kỳ dị có mật độ vật chất và nhiệt độ cực lớn vô hạn tại một thời điểm hữu hạn trong quá khứ và có Kích thước cực nhỏ đã Phát Nổ. Từ Lý thuyết này,không gian đã mở rộng cùng với thời gian và làm cho các thiên hà di chuyển xa nhau hơn, tạo ra một vũ trụ giãn nở như ngày nay. Thời gian giãn nở này khoảng 13,7 tỷ ({\displaystyle 13,7x10^{9}}) năm; Như vậy {\displaystyle 13,7x10^{9}} năm về trước chúng rất gần nhau tại một Điểm người ta goi đó là Điểm Kỳ Dị. Để chứng minh Lý Thuyết này, Năm 1989 cơ quan NASA hàng không vũ trụ Hoa Kỳ đã phóng vệ tinh thăm dò có tên là Phông Vũ Trụ COBE có các kết quả rất phù hợp với các tiên đoán của Lý thuyết Vụ Nổ Lớn; COBE đã tìm thấy nhiệt độ dư là 2,726K và xác định bức xạ đó là đẳng hướng và có độ chính xác {\displaystyle 10^{-}5}. Tương tự vào đầu năm 2003 các kết quả từ Vệ tinh Wilkinson (WMAP) được phóng đi và đã thu được các giá trị chính xác nhất về các thông số vũ trụ h=6.626 069 3 x {\displaystyle 10^{-}34} J.s. Hiện không có mô hình vật lý nào mô tả vũ trụ ở thời điểm trước 10-³³ giây, tức trước thời điểm có Điểm Kỳ Dị (Điểm có khối lượng, nhiệt độ vô cùng lớn - kích thước vô cùng bé). Tại thời khắc ngắn ngủi tức thì này, Lý thuyết Einstein về Lực hấp dẫn tiên đoán có một Điểm Kỳ Dị Hấp Dẫn, tại đó mật độ vật chất trở nên vô hạn. Đây là một nghịch lý, để giải quyết người ta cần đến Lý thuyết Lượng Tử Hấp Dẫn. Trong Khoa Vũ Trụ Học, Kỷ nguyên Planck được dùng để chỉ khoảng thời gian sớm nhất của lịch sử vũ trụ từ lúc 0 giây cho đến 10-³³ giây (thời gian Planck), và ngay tức khắc sau Vụ Nổ Lớn đó có bốn lực cơ bản được thống nhất. Có nghĩa là, trước đó trước lúc 0 Giây, chúng ta hoàn toàn không biết gì về vũ trụ với những lý thuyết vật lý hiện tại, sự ngăn cản hiểu biết này gọi là Bức Tường Planck.
Theo cuốn The Tao Of Physics  của Fritjof Capra thì Ông đã khẳng định Kinh Dịch, không ai chối cãi được là một trong những cuốn sách quan trọng nhất của văn học thế giới vì trong Kinh Dịch bao hàm một nền văn minh triết học tinh túy cổ đại nhất. Werner Heisenberg  một Nhà nghiên cứu tư tưởng Trung Quốc cũng nhận định rằng: Đóng góp lớn nhất trong ngành Vật lý lý thuyết của Nhật Bản sau Đại chiến thế giới lần thứ 2 vừa qua là dấu hiệu của mối liên hệ giữa các tư tưởng phương Đông và nội dung triết học của lý thuyết khoa học hiện đại.
Tóm lại Khoa học ngày nay vẫn còn mù mờ về Lý lẽ Khởi đầu của Vũ Trụ; Các Khoa Học Gia, Triết gia Tây phương đã và đang tìm đến Lý Học Đông phương để hiểu biết hơn Lý lẽ này . Nhưng dù sao họ cũng thấy được nhu cầu quan trọng của Trí tri Ý (Trí thức, Tri thức, Ý thúc) và mối tương quan bất khả phân giữa Tâm thức và Vật chất.

## Dịch lý Á Đông và dịch lý Việt Nam
Dịch lý Á Đông (Trung Hoa, Nhật Bản, Triều Tiên...) được thế giới khoa học biết đến như một kho tàng khổng lồ về ý nghĩa và nội dung cùng với Hình đồ và Ngôn từ khó hiểu nhưng man mác những ý nghĩa siêu tuyệt tạo sự hiếu kỳ thích thú đặc thù cho các Nhà Khoa học nghiên cứu. Pho sách của Chu Hy được Khổng Tử san định là một trong những kho tàng này.
Tại Á châu, nền Triết học Âm dương Dịch lý nằm sâu thẳm trong lòng mỗi Dân tộc cho nên thường nghe là Dịch lý Trung Hoa, Dịch Lý Nhật, Dịch Lý Đại Hàn, Dịch Lý Việt Nam ... Điều đáng buồn là Người Việt từ lâu đã không tìm hiểu và phát triển Văn minh Dịch Lý của mình.
Gần đây một số nhân sĩ đã vực dậy Văn hóa dân tộc; LM Lương Kim Định là tiêu biểu tuy vẫn còn ảnh hưởng Dịch Trung Hoa. Hiện nay với Khoa Khảo Cổ Học một số nhà nghiên cứu như Thiên Sứ Nguyễn Vũ Tuấn Anh, Trần Quang Bình v.v... đưa vấn đề Nguồn gốc Kinh Dịch là của Người Việt cổ xưa và chứng minh sự kiện này là có thật với nhiều bằng chứng sâu sắc.
Riêng đối với người Việt Nam; có thể nói Dịch Lý đến từ hai nguồn
- Nguồn thứ 1: Từ giới kinh điển khoa bảng thời phong kiến, chịu ảnh hưởng rất nhiều của phương Bắc Trung Hoa với Tứ Thư Ngũ Kinh và không phổ biến trong giới bình dân.
- Nguồn thứ 2: Từ Văn hoá Ẩn tàng truyền tụng Lý dịch trong Dân gian; Ngôn từ của Người Việt tràn đầy Âm Dương Lý độc đáo bằng Văn chương truyền khẩu, nằm sâu trong tiếng nói, ca dao và văn hóa Việt Nam ...

Dịch Lý Việt Nam khai mở Kỷ Nguyên Mới từ nguồn thứ 2 này .

## Âm Dương-Lưỡng nghi-Tứ tượng-Bát quái theo dịch lý Việt Nam
Dịch Lý Việt Nam bác bỏ những luận cứ Kinh Dịch có từ Huyền Thoại, như có con Long Mã xuất hiện ở sông Hoàng Hà đời vua Phục Hy hoặc Hà Đồ Lạc Thư vẽ trên mu rùa nhưng không biết là ai vẽ?. Đây là sự khiêm cưỡng tư duy, thiếu bằng chứng và phản khoa học . Theo cuốn Văn Minh Dịch Lý Việt Nam  tạm diễn Lý như sau:
- 1. Yếu Lý Đồng Nhi Dị giải thích tại sao từ Vô cực lại thành Thái cực. Chỉ là vì Lý trí đã nhận thức Vạn vật đều Biến Hóa Biến đổi Biến động, khi biết có KHÔNG là đã có CÁI KHÔNG, cái Không vừa có mang hình ảnh giống mà hơi khác (GMHK) với cái Không cũ; vậy Thái cực chính là bộ mặt mới của Cái Vô giống mà hơi khác Vô cực; Chính ngay cái không điểm thời điểm của cái Điểm Kỳ Dị mà các Nhà Khoa Học ngày nay với Lý Thuyết Vụ Nỗ Lớn BIG BANG đã vận dụng chính Tri Tri Ý ( Trí thức, Tri Thức, Ý Thức) và kiến thức Khoa học của mình để chứng minh rằng Vụ nổ Lớn khởi đầu tạo ra Vũ Trụ có Không gian vô cùng nhỏ và thời gian là {\displaystyle 10^{-}43} Sec (không phẩy 42 con số không sau không phẩy) Điểm Kỳ Dị chính là bộ mặt mới của cái Không ban đầu. Sự Biến Hóa mầu nhiệm này là có thật và còn nhanh hơn cả thời gian {\displaystyle 10^{-}43} Sec nhiều lần so với chính lý trí con người một tiểu vũ trụ cảm nhận được.
- 2. Cũng chính nhờ cái lý lẽ giống mà hơi khác này chúng ta thấy ngay một hiện hữu hay một cái thành ra nào đó đều có trong nó cái giống mà hơi khác với cái trước nó; điều này đúng ở khắp mọi nơi mọi lúc bất kể không gian thời gian (Tôi hôm nay Giống mà hơi Khác với tôi hôm qua); từ đó để neo ý Cổ nhân bèn vẽ Hình Đồ Thái Cực; nhưng chưa đủ diễn tả ý nghĩa giống mà hơi khác của một Hóa Thành lập tức tức thời Biến Hóa Biến đổi như thế nào nên Cổ nhân lại vẽ thử một Vạch; cái vạch này lại quá lớn! quá quá quá nhiều những điểm giống mà hơi khác với điểm khởi đầu, trụ thần lại Cổ nhân bèn vẽ Một Gạch liền, Một Gạch Đứt nhưng phải có một ý nghĩa là vạch này biến ra vạch kia Giống Mà Hơi Khác trong một Không Thời Gian cực ngắn. Danh neo ý gọi là Âm Dương Lưỡng Nghi (Khi vẽ hai vạch một vạch liền và một vạch đứt là có ý diễn tả Điểm thứ nhì giống mà hơi khác Điểm thứ ban đầu)
- 3. Một vấn nạn kế tiếp là Công Thức Hóa Thành cho biết CÁI MỚI = CÁI CŨ + CÁI HƠI KHÁC phải bao hàm các ý nghĩa:

a. Thứ Nhất là phải đồng thời thể hiện được sự tương tác giao hoán qua lại của Âm Dương Cũ Mới nếu không thì không có biến hóa; Sự Tương tác giao hoán cho ta Lý tính đối đối kháng kháng, động tĩnh tĩnh động, bị được sinh sinh khắc khắc, tuần tự trật tự, bĩ thái thái bĩ.
b. Thứ Hai trong Một Thể Hiện hữu Hóa thành ấy đồng thời phải thỏa mãn là trong nó buộc phải có cả ba cái: Cái cũ, cái mới, cái hơi khác lập tức tức thời.(cái tôi, cái xác tôi,cái tâm linh tôi = vậy một mà là ba,ba mà là một)
- 4. Từ ý nghĩa thứ nhất tạo ra Lý tính hay Thần tính sinh động: Danh gọi là TỨ TƯỢNG (Sinh ra tôi, tôi sinh ra, khắc nghịch tôi, tôi nghịch khắc lại, không còn lý lẽ khác ngoài 4 lý lẽ này tác động trên một Chủ thể)
- 5. Từ ý nghĩa thứ hai tạo ra một hóa thành có 3 gạch. Danh gọi là Kinh Dịch (Không thể có cái thứ 9 mang ý nghĩa một mà ba, ba lại ở trong một thể thống nhất)
- 6. Từ đây mỗi quái trong Bát Quái đã trọn vẹn mang đầy đủ ý nghĩa của một Hóa Thành, Bát quái đại diện cho vạn loại Hóa thành, tám loại hóa thành ẩn trong nó đầy đủ ý, lý, nghĩa của Yếu Lý Đồng Nhi Dị. Các loại chúng sinh hóa thành này mang theo ý lý nghĩa của mình để giao hoán đối đãi với nhau tạo ra 64 TƯỢNG tình ý tình lý trùng khắp trong Vũ trụ Vạn vật.

## Sách tham khảo
- A Brief History of Time
- The Tao Of Physics